# 北屯镇
北屯镇，是中华人民共和国新疆维吾尔自治区阿勒泰地区阿勒泰市下辖的一个乡镇级行政单位。

## 行政区划
原北屯镇下辖团结路社区居委会，西大街社区居委会，天山路居委会，西北路居委会，五个居委会。

## 与北屯市关系
北屯镇和北屯市位于同一个城区。目前北屯镇政府和北屯市政府都存在。北屯市是新疆生产建设兵团第十师基础上建立的“师市合一”的县级市。
2025年4月29日，阿勒泰市人民政府与北屯市人民政府签订北屯镇移交接收协议，北屯镇划归兵团第十师（北屯市）管辖。